# ケーシング
ケーシング（Casing）は、ソーセージの表皮部分である。主に動物の腸を用いるほか、人工（コラーゲン、プラスチック、セルロース製）のものもある。ケーシングの中に調味した挽肉を入れてソーセージを作る。

## 概要
日本では日本農林規格により、使った腸の種類、若しくは人工ケーシングのサイズによって名称が変わる。
- 天然腸を使用した場合

牛腸を使用したソーセージをボロニア、豚腸を使用したソーセージをフランクフルト、羊腸を使用したソーセージをウインナーと呼ぶ。
- 人工ケーシングを使用した場合

製品の太さが36mm以上のソーセージをボロニアソーセージ 、製品の太さが20mm以上36mm未満のソーセージはフランクフルトソーセージ、製品の太さが20mm未満のソーセージはウィンナーソーセージとなる。
日本ではケーシングを小ロットまたは1本単位で入手することは難しかったが、メーカー向けの納入業者がオンラインショップを開設して手に入れやすくなった。
ヨーロッパではこれらのソーセージはそれぞれ、ボローニャ、フランクフルト、ウィーンのソーセージである。近年では人工ケーシングを使った製品が多く、その場合は直径で分類する。

## 派生用法

### 工学
（流体等が詰まった）容器または筐体、もしくは筒として、ポンプやタービンの流体を誘導する入れ物に当たる部分（たとえば渦巻き室など）や、ボーリングの際の外側を覆う丈夫な管（ドリルを回す覆い・掘削用の泥水に加え、原油や天然ガスの通路）もケーシングと言う。特に後者はパイプであることを際立たせるよう、ケーシングパイプと呼ばれることが多い。